# Schloss Poxau

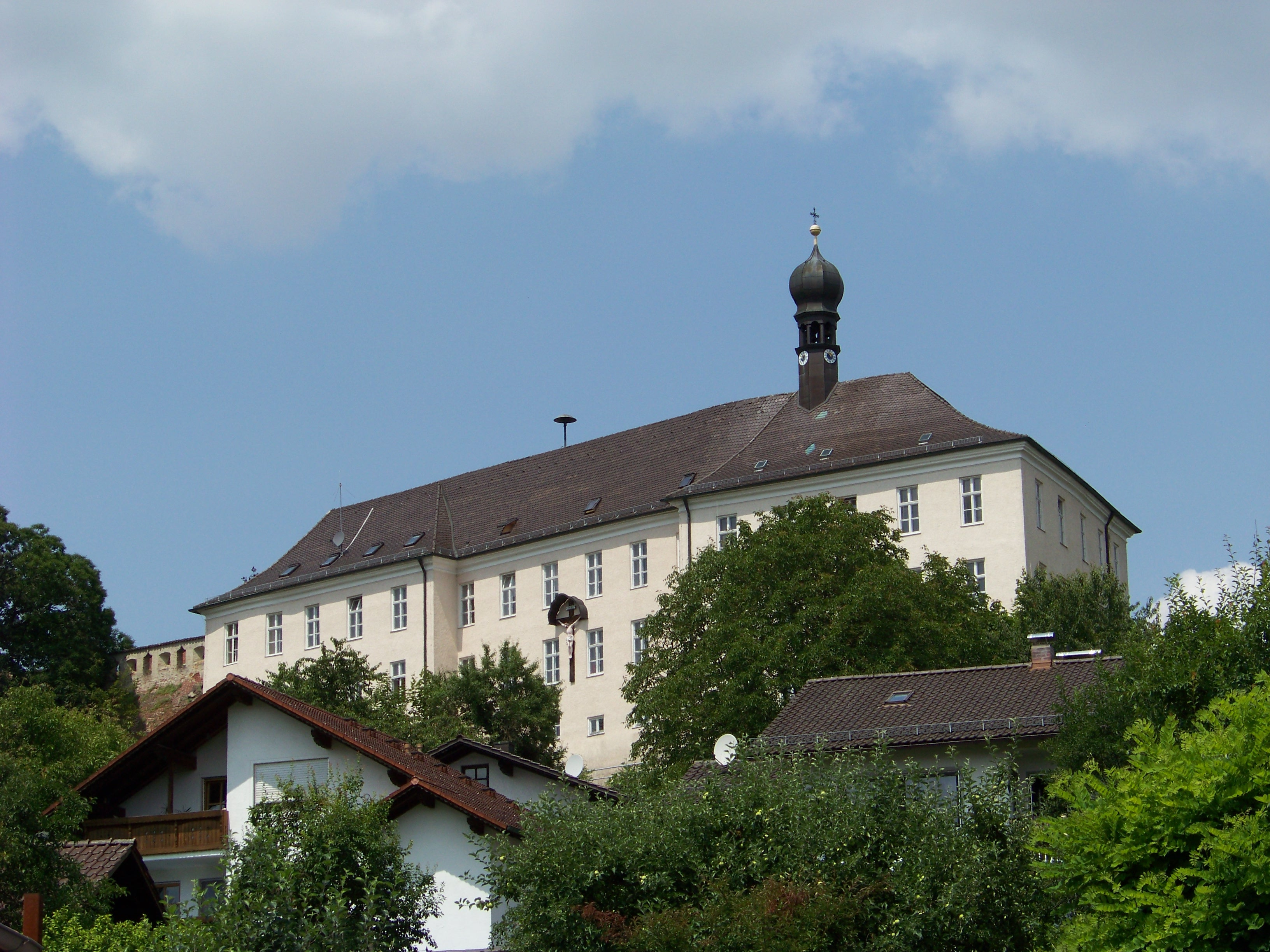
Schloss Poxau (2013)

Schloss Poxau ist ein Schloss in Poxau, einem Ortsteil der niederbayerischen Gemeinde Marklkofen im Landkreis Dingolfing-Landau.
Das denkmalgeschützte Gebäude ist als Baudenkmal unter der Aktennummer D-2-79-126-52 eingetragen. Das Gebäude ist auch als Bodendenkmal mit der Aktennummer D-2-7441-0245 und der Beschreibung „untertägige Befunde des Mittelalters und der frühen Neuzeit im Bereich des ehem. Schlosses Poxau mit zugehöriger ehem. Schlosskapelle St. Karl Borromäus, darunter die Spuren von Vorgängerbauten bzw. älteren Bauphasen“ verzeichnet.

## Baulichkeit
Von der ersten Burg, die Heinrich Poxauer zu Poxau 1407 weiter ausbauen durfte, sind keine Abbildungen vorhanden. Erst in den von  Philipp Apian erstellten Baierischen Landtafeln von 1568 ist das Schloss Poxau mit einem hohen Turm und einen Palas abgebildet, die durch eine zinnenbekrönte Mauer verbunden waren. In einem Holzschnitt von Jost Amman aus dem gleichen Jahrhundert ist ein umfangreicheres Gebäudeensemble zu erkennen; auch hier liegt zwischen einem Turm und einem Gebäude mit einer Schleppgaupe eine Wehrmauer, rechts von dem Gebäude steht ein weiterer Turm und dahinter sind mehrere Gebäude zu erkennen. Eine Hofmarksbeschreibung von 1613 bestätigt, dass es sich um „Starckhe Gepey“ (= Gebäude) handelte „mit zwo Aufschlagprucken und zway beschlossene Thor“. Zu der Anlage gehörten Traidkästen, Viehställe, eine Pfisterei, ein Bauhof und ein „Gefencknhus“ sowie Weingärten. Gegen Ende des Dreißigjährigen Krieges wurde dann das Schloss fast völlig zerstört, nur ein noch intakter Turm diente den Fraunbergern als Wohnung.
Unter dem nachfolgenden Adam Lorenz Freiherr von Alt- und Neufraunhofen wurde das Schloss Poxau in der zweiten Hälfte des 17. Jahrhunderts wieder auf- und ausgebaut. Um 1710 dürften die umfangreichen Renovierungsarbeiten abgeschlossen gewesen sein, wie der Stich von Michael Wening von um 1726 zeigt. Aus dieser Zeit stammt auch die dem Karl Borromäus geweihte Schlosskapelle im südöstlichen Trakt, deren Dachreiter sich über dem Torbau befindet. Die Anlage ist von Gärten umgeben, die von einer Backsteinmauer umgrenzt sind.

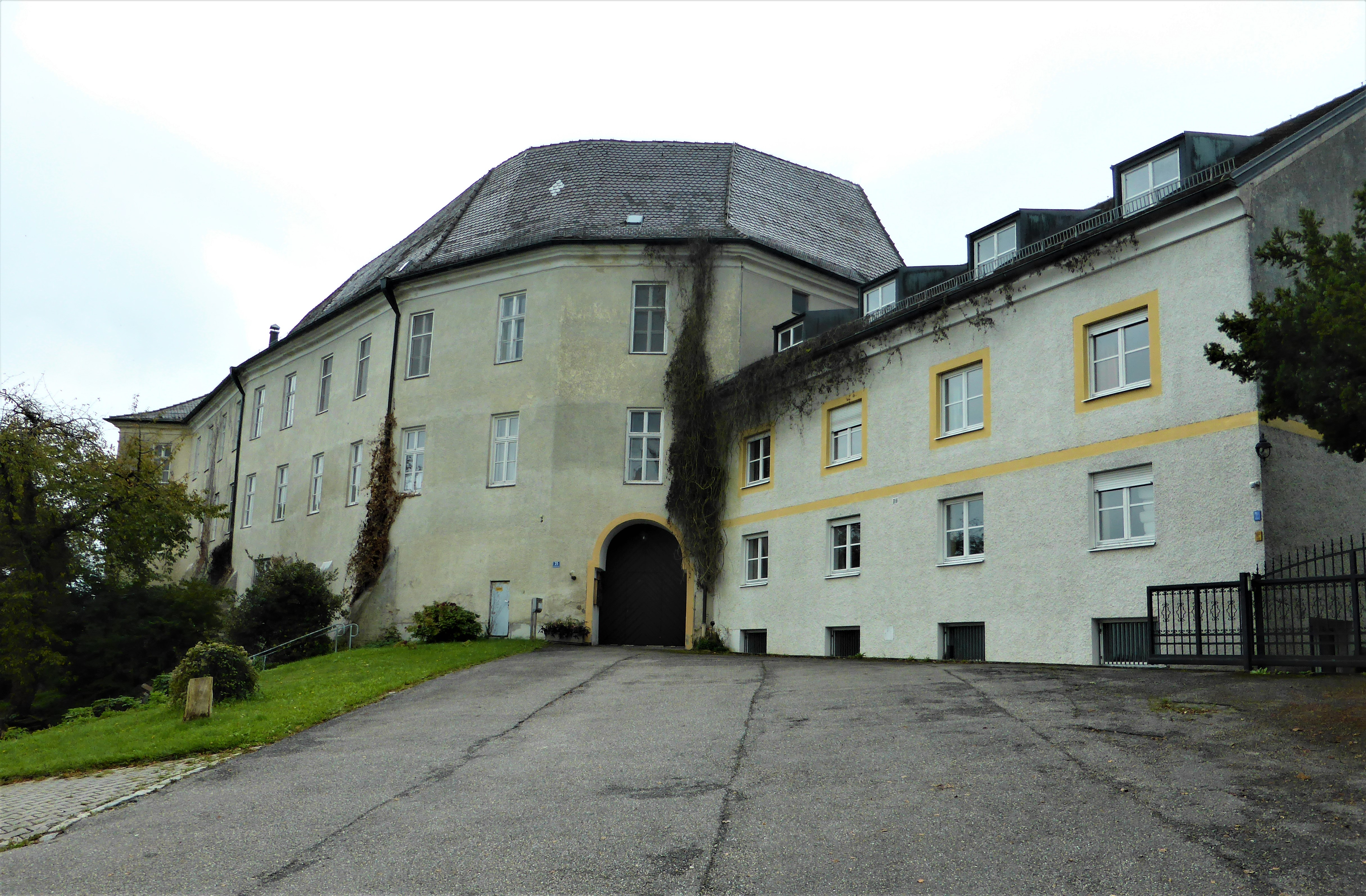
Schloss Poxau, 2022 (Eingangsbereich)

Bis heute bildet das in einer Höhenlage liegende Schloss einen an das Gelände angepassten Fünfeckhof. Die Gebäude sind dreigeschossige Walmdachbauten, die sich um einen geschlossenen Schlosshof gruppieren. Im Nordwestteil sind noch Mauerteile aus der 1. Hälfte des 16. Jahrhunderts erhalten. Im 19. Jahrhundert ist der alte Bergfried abgebaut worden. Über dem Schlossportal befindet sich ein gesprengter Segmentgiebel;  der Innenhof besitzt Arkadengänge und Pilaster.

## Geschichte
Eine Burg zu Poxau wurde von den Poxauer Rittern vermutlich im 12. Jahrhundert errichtet. Von diesem frühen Ortsadelsgeschlecht berichten vor allem verschiedene Turnierbücher: ein Poxauer Ritter nahm 1042 am 7. Turnier zu Hall teil, Christoph Ritter von Poxau nahm 1235 am 14. Turnier zu Würzburg teil und Georg Ritter von Poxau 1284 am 15. Turnier zu Regensburg. 1407 erhielt Heinrich Poxauer zu Poxau von dem Herzog Johann III. von Straubing-Holland die Erlaubnis „die Vesst zu Pochsau seiner Gelegenheit nach zu pauen“; damit war aber kein Neubau gemeint, sondern die Wiederbefestigung der älteren Anlage. 1484 heiratete die Erbtochter Dorothea von Poxau Christoph von Frauenberg. Die Frauenberger blieben bis 1653 im Besitz von Poxau. Danach ging das Schloss an die Reichsfreiherren von und zu Fraunhofen über. Am 1. Dezember 1857 schenkte Carl August Clemens, Reichsfreiherr von und zu Alt- und Neufraunhofen, das Schloss Poxau dem Orden der Armen Schulschwestern, die hier ein Kloster und eine Klosterschule (u. a. eine Berufsfachschule für Kinderpflege und eine Hauswirtschaftsschule) betrieben.
2006 gab der Orden der Armen Schulschwestern Kloster und Schule auf, und das Schloss ging laut dem Schenkungsvertrag von 1857 wiederum in den Besitz des Grafen von Soden-Fraunhofen über. Heute wird das Schloss für Schulungen, Hochzeiten (eine Kapelle und ein Standesamt befinden sich im Schloss) und diverse kulturelle Veranstaltungen genutzt.